# Istituto nazionale di ricerca metrologica
L'Istituto nazionale di ricerca metrologica (INRiM) è un ente pubblico nazionale di ricerca scientifica vigilato dal Ministero dell'università e della ricerca, che svolge per l'Italia le funzioni di istituto metrologico nazionale, costituendo il presidio di gran parte della metrologia, la scienza delle misure.
INRiM realizza, mantiene e sviluppa i campioni di riferimento nazionali delle sette unità di base del Sistema Internazionale (SI) – metro, kilogrammo, secondo, ampere, kelvin, mole e candela – e delle rispettive unità derivate. Attraverso tali campioni garantisce l'affidabilità delle misure a livello nazionale e la loro comparabilità a livello internazionale.
INRiM promuove l'effettuazione di ricerche e la costituzione di infrastrutture di eccellenza con attenzione alle tecnologie abilitanti e/o emergenti per le sfide della società attuale che vengono proposte nei programmi europei, nazionali, delle regioni. Inoltre, valorizza, diffonde e trasferisce conoscenze e risultati della ricerca allo scopo di favorire lo sviluppo del Paese nelle sue varie componenti.
Fra i vari compiti, fino al 2016 ha fornito il segnale orario campione per la RAI.
È membro dell'Istituto europeo per le norme di telecomunicazione (ETSI).

## Storia
La storia dell'Istituto nazionale di ricerca metrologica (INRiM) è in apparenza breve. INRiM nasce infatti solo nel 2006, ma è il risultato della fusione tra due storici enti di ricerca, l'Istituto elettrotecnico nazionale "Galileo Ferraris" e l'Istituto di metrologia "Gustavo Colonnetti", fondati a Torino nel secolo scorso.

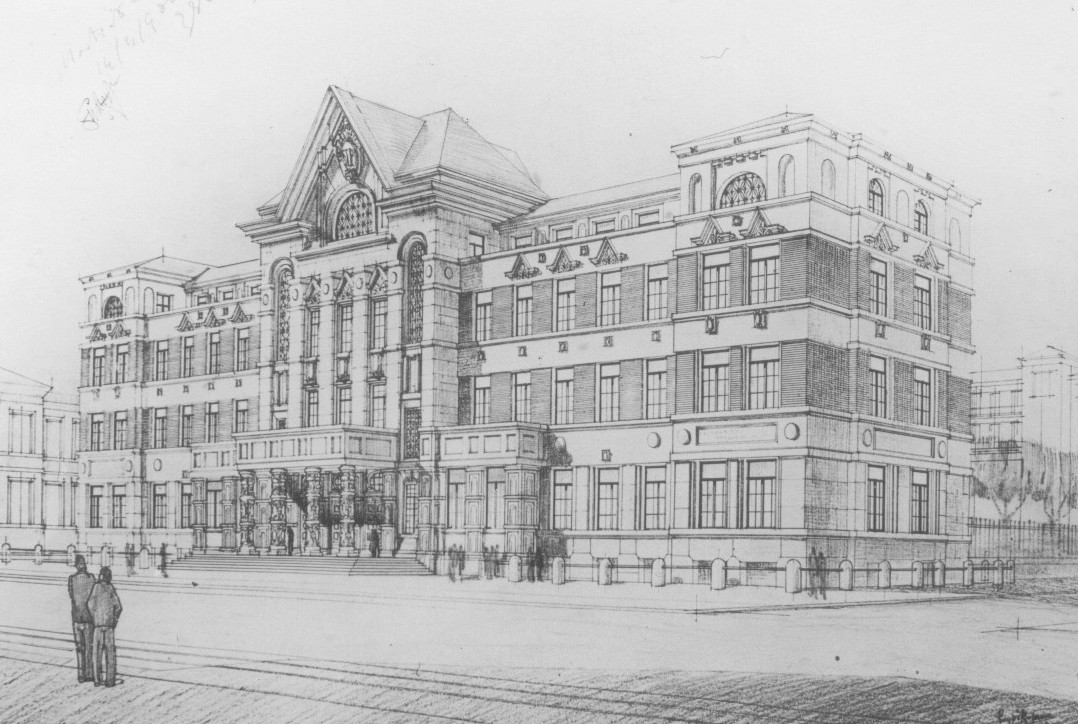
Istituto elettrotecnico nazionale Galileo Ferraris Torino

La storia dei due istituti corrisponde alla storia della scienza delle misure in Italia, disciplina che riceve impulso dal sorgere delle prime industrie sul territorio piemontese nella seconda metà dell'Ottocento. Torino, perduto nel 1865 il ruolo di centro politico nazionale con lo spostamento della capitale del Regno d'Italia a Firenze, sceglie una nuova vocazione, l'industria. Un'apposita commissione studia infatti come trasformare la città sabauda in metropoli industriale sul modello inglese. L'iniziativa ha successo e in pochi anni ministeri e ambasciate cedono il posto a officine e opifici.
Sono questi gli anni della seconda rivoluzione industriale, quando in Europa e negli Stati Uniti l'intensificarsi delle attività produttive e commerciali fa avvertire sempre più l'esigenza di un sistema unificato di pesi e misure. 

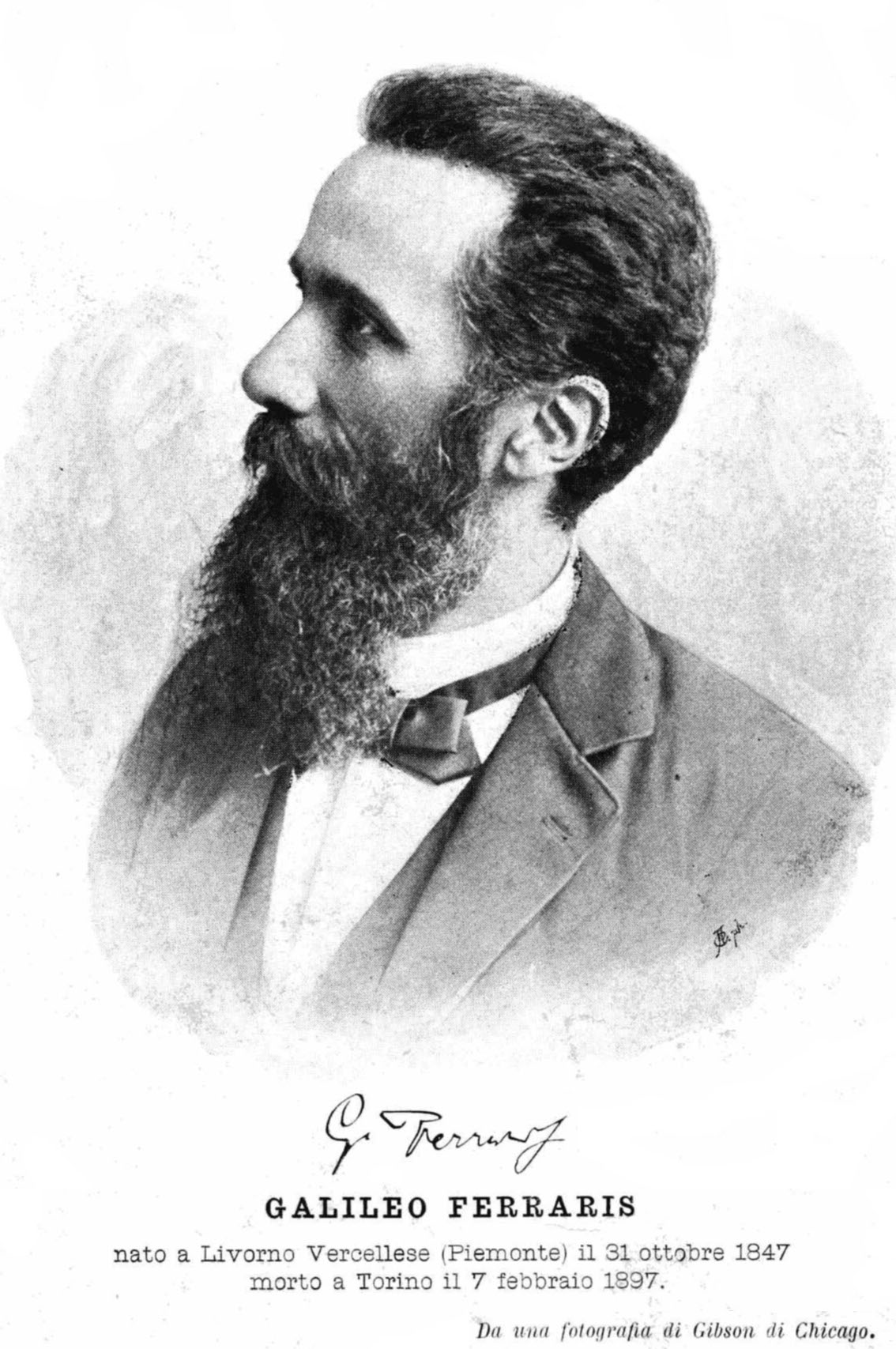
Galileo Ferraris

Nel 1875 diciassette paesi, tra cui l'Italia, siglano a Parigi la Convenzione del Metro, il trattato internazionale che pone le basi per la creazione di un linguaggio condiviso con cui esprimere le misurazioni, il sistema internazionale di unità di misura. Il passo successivo è costituito dal sorgere di istituti metrologici nazionali in questi stessi paesi. Sensibile ai problemi metrologici posti dall'industria, già nel 1882 lo scienziato Galileo Ferraris auspicava la costituzione di laboratori che provvedessero a conservare e a riprodurre i campioni delle misure elettriche.
L'idea viene ripresa nel 1929 da Giancarlo Vallauri, professore al Politecnico di Torino e successore di Galileo Ferraris nella direzione della Scuola di Elettrotecnica. L'intento è quello di dar vita a un centro di studi volto a integrare l'opera dei laboratori universitari e a sostenere le necessità dell'industria. Viene così avviata la costruzione dell'Istituto elettrotecnico nazionale (IEN), dedicato a Galileo Ferraris, il cui atto di fondazione è un regio decreto del 1934. Vallauri ne è il primo presidente.
Con il passare del tempo, le attività del Galileo Ferraris si vanno ampliando dall'elettrotecnica alla metrologia elettrica, di tempo e frequenza, ottica e acustica e allo studio dei materiali.
Negli anni cinquanta, con l'intento di completare questa struttura, Gustavo Colonnetti, al tempo presidente del Consiglio Nazionale delle Ricerche (CNR), propone la fondazione di un istituto metrologico che sia di ausilio all'industria e ne sostenga lo sviluppo. Nel 1956 viene così fondato l'Istituto Dinamometrico, diretto dallo stesso Colonnetti, e nel 1957 l'Istituto Termometrico, diretto da Cesare Codegone.
Nel 1968 questi Istituti, insieme ad altri laboratori per le misure di lunghezza, massa e volume, diventano sezioni del nuovo Istituto di metrologia (IMGC) che viene intitolato a Colonnetti, colui che ne era stato il maggior fautore.
L'attività dei due istituti torinesi procede in parallelo fino al 2006, quando l'assetto della metrologia italiana viene semplificato dal confluire di entrambi nell'Istituto nazionale di ricerca metrologica.

## Attività
INRiM svolge le funzioni di istituto metrologico primario già di competenza IMGC e IEN, costituendo pertanto il presidio di gran parte della metrologia scientifica in Italia (resta escluso il campo delle radiazioni ionizzanti). L'attività metrologica fondamentale, riconosciute a livello internazionale, è sostenuta e affiancata dalla ricerca di base e applicata in numerosi settori: la scienza dei materiali, le nanoscienze, l'ottica quantistica, lo sviluppo di tecnologie e strumenti di misura innovativi, gli studi sulle costanti fondamentali della fisica.
In particolare INRiM effettua studi e ricerche finalizzati alla realizzazione dei campioni primari delle unità di base e derivate del nuovo sistema internazionale SI, mantiene nel tempo, confronta a livello internazionale e mette a disposizione i campioni realizzati.
Inoltre:
- realizza, promuove e coordina, anche nell'ambito di programmi dell'Unione europea e di organismi internazionali, attività di ricerca scientifica e tecnologica, sia tramite le strutture proprie sia in collaborazione con le università e con altri soggetti pubblici e privati, nazionali e internazionali;
- promuove e coordina la partecipazione italiana a organismi, progetti e iniziative internazionali, fornendo competenze e consulenze scientifiche;
- svolge attività di comunicazione e promozione della ricerca curando la diffusione dei relativi risultati economici e sociali all'interno del paese, attraverso conferenze, mostre, manifestazioni e congressi;
- promuove la formazione e la crescita tecnico-professionale dei ricercatori nei campi scientifici di propria competenza, attraverso l'assegnazione di borse, assegni di ricerca e corsi di dottorato Archiviato il 3 dicembre 2020 in Internet Archive.;
- svolge, su richiesta, attività di consulenza tecnico-scientifica a favore di istituzioni scientifiche, della pubblica amministrazione, di imprese o di altri soggetti privati e fornisce servizi a terzi in regime di diritto privato.
- coordina la cooperazione tra gli istituti metrologici europei nella ricerca e opera sostegno del Sistema Nazionale di Taratura, garantendo la qualità dei riferimenti metrologici e curando la disseminazione dei campioni nazionali delle unità di misura e di taratura (CMC, da Calibration and Measurement Capabilities).

INRiM è responsabile dell'elaborazione e dell'esecuzione dell'European Metrology Research Programme e dell'European Metrology Programme for Innovation and Research (EMPIR) e fa parte dell'EURopean Association of National METrology institutes (EURAMET). L'EURAMET è l'organizzazione metrologica regionale (RMO) che riunisce i paesi europei.

## Divisioni
A novembre 2018 è stata varata una nuova articolazione delle strutture tecnico-scientifiche di INRIM, operativa dal 1º gennaio 2019, in ottemperanza a quanto previsto dall'articolo 12, comma 2, lettera b) dello Statuto, il cui compito è quello di pianificare e condurre le attività tecnico-scientifiche dell'Istituto.
Ciascuna divisione contribuisce con le proprie specifiche competenze alle tre missioni dell'Istituto:
1. svolgere e promuovere la ricerca scientifica in campo metrologico. Tale missione comporta lo sviluppo della scienza delle misure, la ricerca sui materiali, lo studio di nuovi campioni per le unità di misura e l'applicazione innovativa o l'adattamento di metodi e tecniche di misurazione a settori che offrono nuove sfide alla metrologia e rappresentano aree di interesse strategico sul piano nazionale e internazionale;
2. assolvere alle funzioni di Istituto Metrologico Primario (legge n. 273/1991). Tale missione si esplica nelle attività di mantenimento e sviluppo dei campioni nazionali, nella disseminazione delle unità di misura SI di competenza dell'INRiM e nel compito di rappresentare l'Italia all'interno degli organismi metrologici internazionali;
3. promuovere, divulgare e trasferire le conoscenze acquisite al mondo economico e alla società nel suo insieme. L'Istituto adempie a questa missione attraverso la ricerca applicata, la formazione e la divulgazione scientifica, l'attenzione al mondo delle aziende, la consulenza alla pubblica amministrazione, il sostegno all'economia e l'attività di normazione tecnica.

Le tre divisioni della nuova struttura delI'INRIM sono riportate di seguito.

### Metrologia dei materiali innovativi e scienze della vita

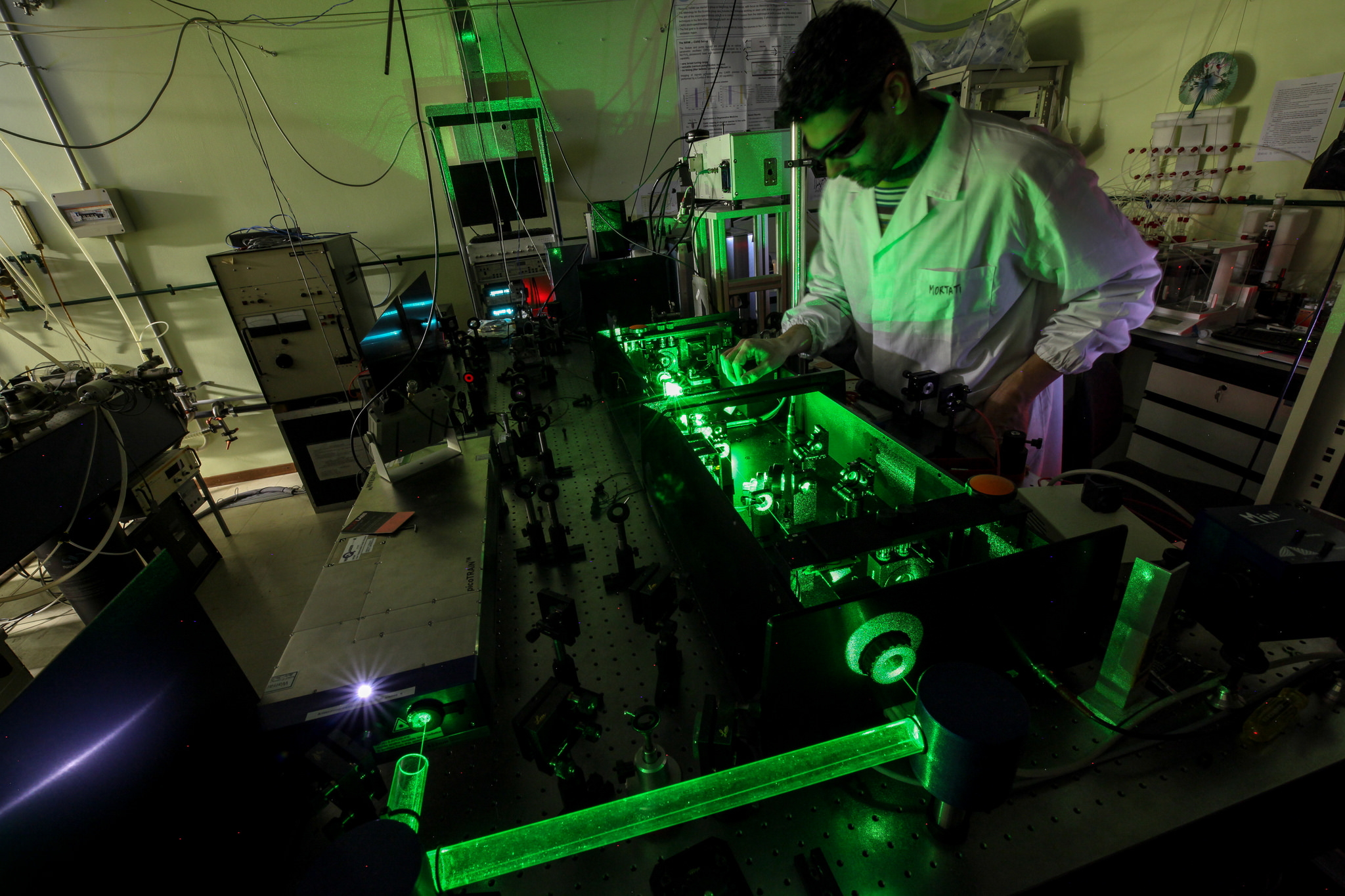
Laboratorio di Bioscienze

La Divisione sviluppa la scienza delle misure e i materiali innovativi con attenzione alle ricerche e alle applicazioni nelle scienze della vita. La Divisione cura temi quali la tutela della salute con riferimento alle applicazioni diagnostiche e terapeutiche, la qualità e sicurezza dell'alimentazione, le misurazioni biologiche e chimiche, i materiali funzionali e intelligenti, gli ultrasuoni e l'acustica.

### Metrologia applicata e ingegneria

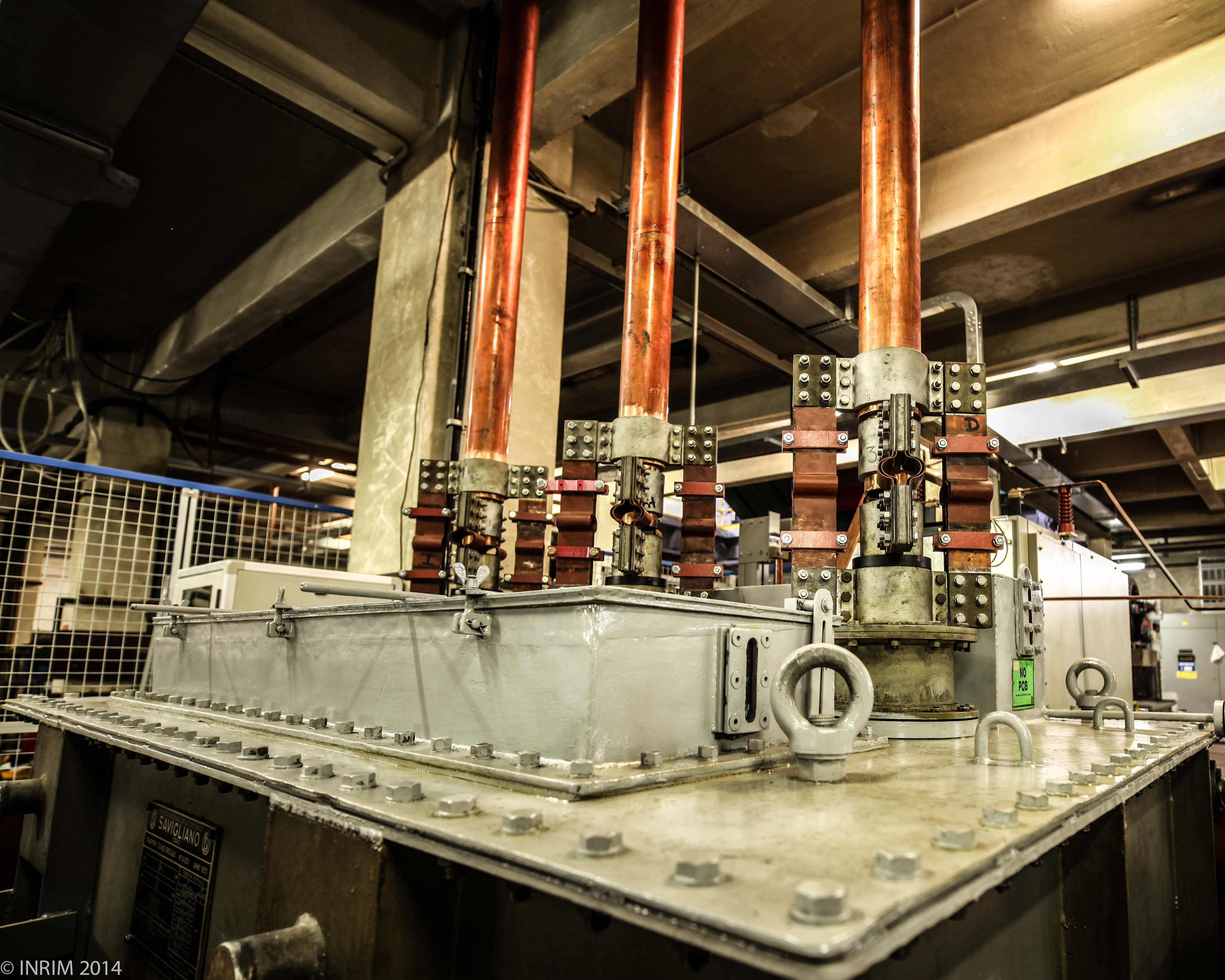
Laboratorio Alte Tensioni e Forti Correnti

La Divisione sviluppa la scienza delle misure e le tecnologie con attenzione all'ingegneria e alle necessità industriali. La Divisione ha il compito di realizzare e disseminare le unità di misura delle grandezze meccaniche e delle grandezze termodinamiche, nonché di disseminare le unità di misura delle grandezze elettriche. La Divisione cura temi quali la mobilità sostenibile, il monitoraggio ambientale e il clima, l'impiego razionale dell'energia e lo sviluppo di strumenti metrologici a supporto della crescente digitalizzazione del mondo contemporaneo.

### Metrologia quantistica e nanotecnologie

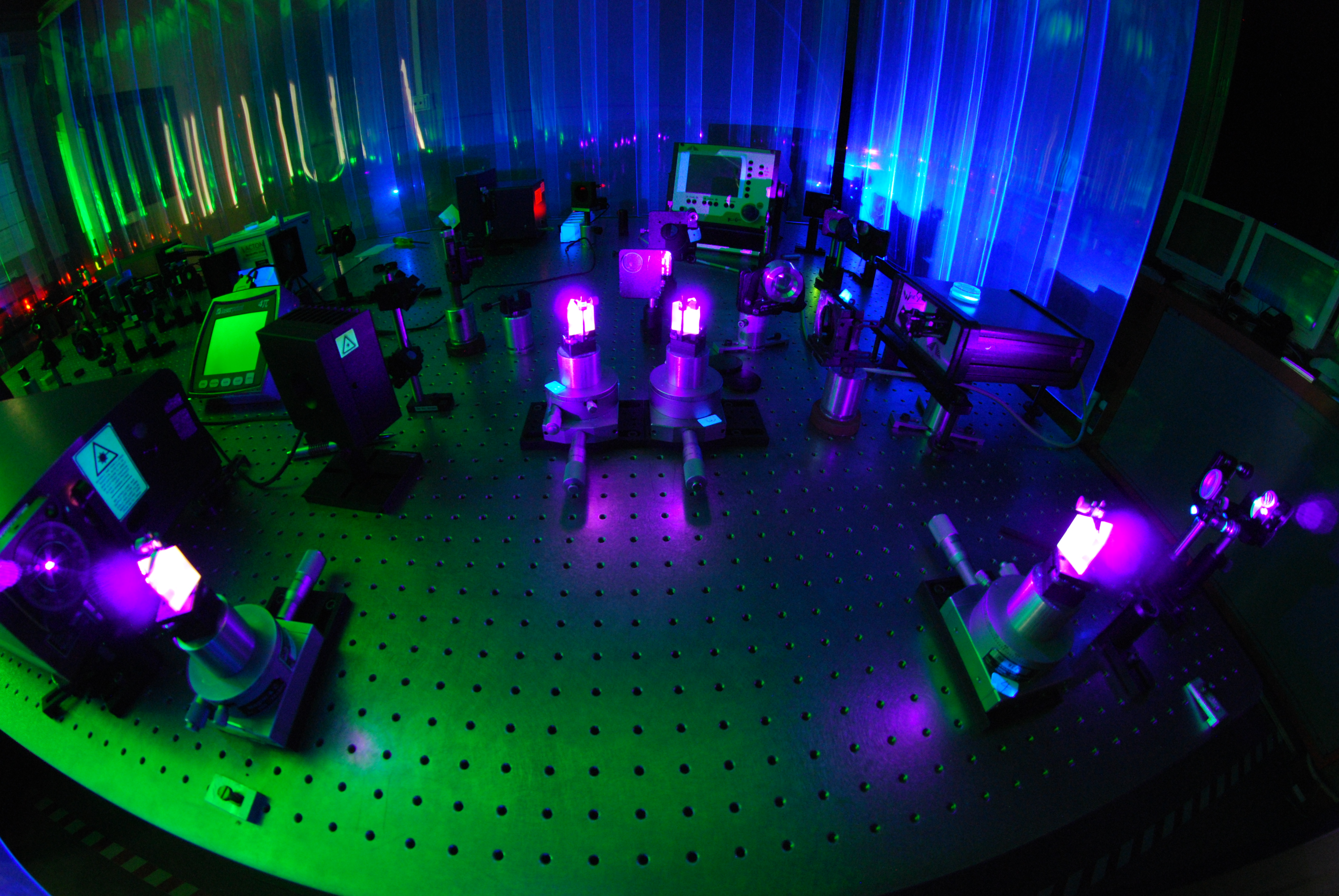
Banco ottico

La Divisione sviluppa la scienza delle misure e le nanotecnologie con attenzione alle applicazioni quantistiche. La Divisione ha il compito di realizzare e disseminare le unità di misura del tempo e della frequenza, delle grandezze fotometriche e delle grandezze radiometriche, nonché di realizzare le unità di misura delle grandezze elettriche. La Divisione cura la mutua applicazione tra la metrologia e temi quali la fisica atomica e molecolare, la fotonica, l'elettronica quantistica, i dispositivi quantistici e le misurazioni quantistiche.

## Servizi
Per rispondere alle esigenze dell'industria l'Istituto possiede una struttura dedicata all'innovazione e ai servizi tecnologici avanzati, che interagisce direttamente con le aziende e il mondo della produzione e presta servizi di consulenza, taratura e prova.

### Tarature e prove
L'INRiM, nel suo ruolo di Istituto Metrologico Nazionale, fornisce al Sistema Paese la riferibilità dei risultati delle misure attraverso un'articolata attività di taratura misura e prova, offrendo oltre 400 differenti tipi di servizi nel campo della meccanica, della termodinamica, del tempo e frequenza, dell'elettricità, della fotometria e dell'acustica.
I servizi metrologici vengono effettuati applicando un Sistema di Gestione per la Qualità conforme alla norma ISO/IEC 17025; la riferibilità metrologica è garantita secondo i criteri del documento ILAC-P10 "ILAC Policy on Traceability of Measurement Results".
L'INRiM è riconosciuto come laboratorio di prova dell'Associazione per la Certificazione delle Apparecchiature Elettriche (ACAE, membro del LOVAG - Low Voltage Agreement Group) e rilascia test report LOVAG ACAE su specifiche prove.

### Aree metrologiche
- Acustica, ultrasuoni e vibrazioni Archiviato il 24 gennaio 2021 in Internet Archive.
- Elettricità e magnetismo Archiviato il 24 gennaio 2021 in Internet Archive.
- https://www.inrim.it/servizi/servizi-di-metrologia/metrologia-dimensionale[collegamento interrotto].
- Massa e grandezze apparentate Archiviato il 21 gennaio 2022 in Internet Archive.
- Fotometria e radiometria Archiviato il 24 gennaio 2021 in Internet Archive.
- Termometria Archiviato il 24 gennaio 2021 in Internet Archive.
- Tempo e frequenza Archiviato il 24 gennaio 2021 in Internet Archive.
- Chimica Archiviato il 24 gennaio 2021 in Internet Archive.

### Servizi tecnologici
L'INRiM è in grado di fornire consulenza tecnico-scientifica a soggetti pubblici e privati in varie forme: da corsi di formazione personalizzabili su specifiche esigenze metrologiche dell'industria, a veri e propri contratti di ricerca a breve o lungo termine per affrontare i problemi applicativi di interesse del committente. Le sue competenze, capacità di misura e conoscenze delle proprietà dei materiali possono aiutare molte industrie a ottenere il massimo dai propri sistemi di misura o fare la differenza nella scelta dei componenti e dei materiali di un processo produttivo.
I laboratori dell'INRiM offrono inoltre i seguenti servizi tecnologici:
- prove su apparecchiature, componenti e materiali,
- analisi di materiali e misura delle loro proprietà chimico-fisiche,
- progettazione e realizzazione di nanostrutture e dispositivi a film sottile mediante tecniche di litografia e nanofabbricazione.

SERVIZI OFFERTI:
- Caratterizzazione magnetica Archiviato l'11 aprile 2021 in Internet Archive.
- Deposizione e crescita di film sottili Archiviato l'11 aprile 2021 in Internet Archive.
- Metallurgia e trattamenti termici Archiviato l'11 aprile 2021 in Internet Archive.
- Microscopia elettronica e microanalisi elementare SEM-EDS Archiviato l'11 aprile 2021 in Internet Archive.
- Nanolitografia e nanolavorazione FIB Archiviato l'11 aprile 2021 in Internet Archive.
- Realizzazione di dispositivi micrometrici Archiviato l'11 aprile 2021 in Internet Archive.

## Presidenti
- 2006-2011 Elio Bava
- 2011-2013 Alberto Carpinteri
- 2013-2014 Rodolfo Zich (commissario straordinario)
- 2014-2016 Massimo Inguscio[5]
- 2016 Aldo Godone (vicepresidente facente funzioni)
- 2016-2025 Diederik Sybolt Wiersma[6]
- 2025-oggi Pietro Asinari